# Чорноморська кордонна лінія
Чорноморська кордонна лінія — укріплена прикордонна лінія вздовж р. Кубань, що була встановлена та охоронялася козаками Чорноморського козацького війська. Її створення почалося 23 травня 1793, коли кошовий отаман
Захар Чепіга наказав військовому полковнику К.Білому розставити кордони вниз по Кубані від Усть-Лабінської фортеці (нині м. Усть-Лабінськ Краснодарського краю, РФ). Кордони (сторожові пости)
були влаштовані у такий спосіб: на узвишші споруджувалася оглядова вишка, при ній — хата, де відпочивали вільні від зміни козаки, тут же — навіс для коней, сіно на їх прокорм. Територія була обгороджена парканом із загострених колод, в якому були влаштовані бійниці. При найменшій небезпеці на вишці здіймався сигнал тривоги. Побачивши його, козаки поспішали рятувати станицю або кордон. Відкрита
місцевість охоронялася кінними роз'їздами. Піші козаки (пластуни) ходили групами від кордону до кордону або влаштовували засідки.

Із липня 1793 Ч.к.л. розподілялася на дві частини, кожна — з
8-ми кордонів, першою командував К.Білий, другою — поручик З.Малий. У липні 1793 кордон охороняли всього 796 козаків.
Згодом кількість кордонів, протяжність їхньої дистанції, розклад пікетів не раз змінювалися.

1797 число кордонів збільшили й лінію розділили на 3 частини.

1806 Ч.к.л. була розділена на 4 частини.

Із 1830 Ч.к.л. вважалася правим флангом Кавказької лінії, згодом — її першою частиною.

1847 лінія була поділена на 5 дільниць, а під час Кримської війни 1853—1856 — на 6.

1856 Кавказька лінія була розділена на ліве і праве крило, останнє складалося з Кубанської кордонної лінії (верхня і середня частина р. Кубань, де кордон охороняли козаки Кавказького лінійного козацького війська; див. Лінійне козацьке військо) і Ч.к.л., яка розподілялася в цей час на 3 дільниці. Попереду
Ч.к.л. в землях черкесів у Закубанні вже існували передові кордонні лінії: Лабінська, Малолабінська, Зеленчуцька, Адагумська.

Із 1861 Ч.к.л. стала називатися Нижньокубанською кордонною лінією. Вона розподілялася на 2 дільниці з 11-ти кордонних постів. Скасована 1867.